# Green Planet Energy
Green Planet Energy eG (vormals Greenpeace Energy eG) ist ein bundesweiter Energieversorger.
Das Unternehmen versorgt rund 200.000 Strom- und Gaskunden, davon rund 15.000 Geschäftskunden und hat über 44.000 Genossenschaftsmitglieder (Stand: April 2025). Erklärtes Ziel der Genossenschaft ist unter altem wie neuem Namen unter anderem die Bereitstellung möglichst umweltfreundlich gewonnener Energie. Der gelieferte Strom ist ausschließlich Ökostrom aus erneuerbaren Energiequellen (Wasser, Wind und Solar).

## Entstehung
Greenpeace rief 1998 die Initiative „Stromwechsel“ ins Leben. Dort konnten sich Verbraucher melden, die zu einem umweltfreundlichen Stromanbieter wechseln wollten. Während sich immer mehr Verbraucher bereit erklärten, den Stromanbieter zu wechseln, fand Greenpeace keinen Anbieter, der alle Kriterien erfüllte, welche die Umweltschutzorganisation aufstellte. Deshalb wurde 1999 die Greenpeace Energy eG gegründet, die einen Großteil des Stroms aus erneuerbaren Energien vermarktet. Im Januar 2000 startete Greenpeace Energy mit 186 Kunden. Die Bereiche Netzmanagement und Energieabrechnung wurden bis zum Ende der Kooperation im Jahr 2017 nicht von Greenpeace Energy selbst, sondern von den Stadtwerke Schwäbisch Hall als Dienstleister übernommen. Seit dem Jahr 2018 werden diese Bereiche unternehmensintern von Hamburg aus geleitet.
Als Gründungsmitglied hält der Verein Greenpeace e. V. lediglich fünf Anteile zu je 55 Euro an der Genossenschaft. Die Namensverwendung war vertraglich mit der Bedingung verknüpft, dass Greenpeace Energy die vom Greenpeace e. V. aufgestellten Qualitätskriterien für „sauberen Strom“ erfüllt. Ansonsten sind die Umweltschutzorganisation und das Unternehmen wirtschaftlich und rechtlich voneinander unabhängig. Ab dem Herbst 2021 wird der Name in Green Planet Energy geändert, um die Unabhängigkeit stärker kenntlich zu machen.

## Die Genossenschaft
Greenpeace Energy wählte bei der Gründung die Rechtsform einer eingetragenen Genossenschaft (eG). Ziel war es, von Banken und Großanteilseignern unabhängig zu sein und das Eigenkapital auf einer großen Basis von Anteilseignern aufzubauen, sowie möglichst günstigen Strom anbieten zu können. Eine Rendite wurde erstmals für das Geschäftsjahr 2014 an die Anteilseigner ausgeschüttet. Die Genossenschaft ist Mitglied im Zentralverband deutscher Konsumgenossenschaften.
Die Mitgliedschaft in der Genossenschaft ist formell abhängig vom Strombezug – laut Satzung, § 9, (1), f) kann ein Genossenschaftsmitglied, das „seinen Bedarf an elektrischer Energie nicht durch Lieferungen der Genossenschaft deckt“ ausgeschlossen werden. Dieses Recht seitens der Genossenschaft wird jedoch ausdrücklich nicht wahrgenommen, was unter anderem damit begründet wird, dass manche Genossenschaftsmitglieder den Strom von Greenpeace Energy nicht beziehen können. Ein Genossenschaftsmitglied muss mindestens einen und kann höchstens hundert Anteile von jeweils 55 Euro halten. Im Juni 2016 hat die Vertreterversammlung eine Erhöhung auf maximal 400 Anteile beschlossen. Per Intervallzeichnung können Mitglieder die regelmäßige Aufstockung ihrer Anteile veranlassen. Wie üblich bei Genossenschaften hat unabhängig von der Anzahl der Anteile jedes Mitglied nur eine Stimme auf der Generalversammlung. Auf diese Weise ist eine Übernahme oder eine Einflussnahme durch Großinvestoren ausgeschlossen. Nach eigener Aussage verfolgt die Genossenschaft explizit nicht das Ziel der Gewinnmaximierung.
Ab der Grenze von 1.500 Mitgliedern tritt eine Vertreterversammlung an die Stelle der Generalversammlung. Fünfzig von den Mitgliedern gewählte Vertreter vertreten dann die Rechte der Mitglieder. Da Greenpeace Energy deutlich mehr Mitglieder hat, werden alle vier Jahre Vertreter gewählt. Die Auswahl der Vertreter erfolgt durch einen Wahlausschuss. Die Aufgaben der Vertreterversammlung entsprechen gemäß Genossenschaftsgesetz den Aufgaben der Generalversammlung: Sie kann über Anträge abstimmen, den Aufsichtsrat und Vorstand wählen bzw. entlassen sowie über deren Entlastung abstimmen und über die Ausschüttung eines etwaigen Gewinns entscheiden.

## Geschichte

Ehemaliges Logo 1998–2008

Ehemaliges Logo 2008–2010

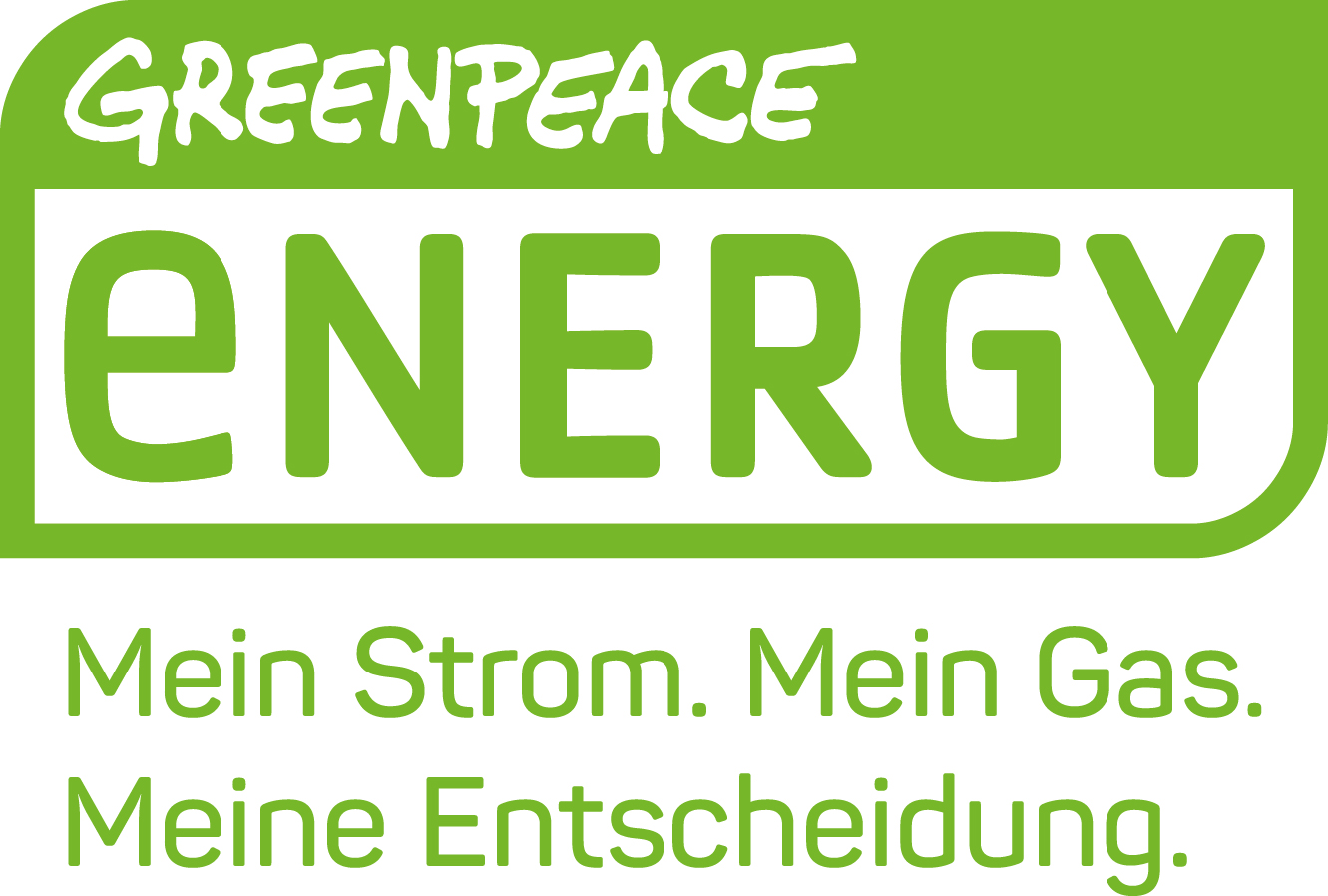
Logo bis 2021

Logo ab 2021

1998Greenpeace startet die Aktion Stromwechsel. Aufgrund des großen Interesses an der Aktion, wird über ein öffentliches Ausschreibungsverfahren ein Stromanbieter gesucht, der die von Greenpeace aufgestellten Kriterien erfüllt.
1999In dem Ausschreibungsverfahren konnte kein Anbieter gefunden werden, der die Greenpeace-Kriterien erfüllt. Am 28. Oktober 1999 wird daher die Einkaufgenossenschaft Greenpeace Energy eG gegründet, die sich diesen Kriterien verpflichtet.
2000Am 1. Januar beginnt die Stromversorgung durch Greenpeace Energy mit 186 Kunden. Seit dem 28. April gibt es das „Strombarometer“ auf der Homepage von Greenpeace Energy. Zum Jahresende 2000 hat die Genossenschaft 8.500 Kunden und 6.000 Mitglieder.
2001Die Tochtergesellschaft Planet energy GmbH wird gegründet, um neue Kraftwerke zu planen und zu betreiben. In Schwäbisch Hall wird eine 100-Kilowatt-Solaranlage in Betrieb genommen. Zum Jahresende steigt die Kundenzahl auf über 12.000 und die Zahl der Mitglieder auf 8.000.
2002Die Kinderhomepage kabelsalat.tv geht im Juni online. Schirmherr dieser Aktion war Peter Lustig. Die Zahl der Kunden wächst bis zum Jahresende weiter auf ca. 17.000, die Genossenschaft hat zu diesem Zeitpunkt mehr als 10.000 Mitglieder.
2003Im Januar startet die Aktion Atomstromfreies Internet. Gemeinsam mit der Planet energy GmbH bezieht Greenpeace Energy neue Büroräume im Hamburger Schanzenviertel. 20.000 Kunden und 11.000 Genossenschaftsmitglieder werden zum Jahresende verzeichnet und tragen zum ersten ausgeglichenen Betriebsergebnis bei.
2004Die Stromkennzeichnung mit Strommix und Umweltbilanz auf den Stromrechnungen wird eingeführt. Der Windpark Parndorf 2 wird in Betrieb genommen. Die Planet energy GmbH ist daran mit 34 % beteiligt.
2005Zum fünften Jubiläum hat die Genossenschaft 11.000 Mitglieder und 22.000 Kunden. Am 25. Oktober wird die Übernahme aller Stromkunden der Marke unit[e] naturstrom bekannt. Zum Jahresende steigt die Kundenzahl dadurch auf 56.000 und die Mitgliederzahl auf 12.000.
2006Im Dezember wird im bayrischen Landkreis Aichach-Friedberg eine 31.000 Quadratmeter große Photovoltaik-Aufdachanlage mit einer Leistung von 1,56 MWp in Betrieb genommen. Die Baukosten betrugen 8,2 Mio. Euro. Zum Jahreswechsel hat die Genossenschaft 12.000 Mitglieder, die Kundenzahl erreicht die Marke von 60.000.
2007Für das geplante Weserkraftwerk liegt der Planfeststellungsbeschluss vor. Zum Jahresende wird die Genossenschaft von 14.000 Mitgliedern getragen und versorgt 73.000 Kunden mit Strom, darunter 3.500 Geschäftskunden.
2010Die Zahl der Kunden steigt auf 95.000, die der Genossenschaftsmitglieder auf 18.000. Der neue Windpark in Suderburg mit einer Windparkleistung von 6 MW (3 × 2 MW) wird in Betrieb genommen.
2011Die Zahl der Kunden steigt auf 110.000, die der Genossenschaftsmitglieder auf 23.000
2014Am Ende des Jahres hat die Genossenschaft 110.715 Stromkunden, 9.280 Gaskunden und 22.841 Genossenschaftsmitglieder
2018Zum Ende des Geschäftsjahres meldet die Genossenschaft 130.235 Stromkunden, 19.839 Gaskunden und 25.048 Genossenschaftsmitglieder. Die Zahl der Mitarbeiter wird mit 102 angegeben. Der Umsatz inklusive Stromsteuer betrug 110,15 Millionen Euro, die Bilanzsumme 62,8 Millionen Euro. Der Stromabsatz im Jahr 2018 wird mit 387 Gigawattstunden angegeben. (Zahlen aus dem Geschäftsbericht 2018)
2021Mit dem Eintrag ins Genossenschaftsregister ändert das Unternehmen seinen Namen in Green Planet Energy. Die Umfirmierung war bereits einige Monate zuvor von der Vertreterversammlung der Genossenschaft beschlossen worden. Der neue Name soll die rechtliche, organisatorische und finanzielle Unabhängigkeit von Energiegenossenschaft und der Umweltschutzorganisation Greenpeace noch klarer erkennbar machen. Im Mai 2023 hatte die Genossenschaft 34.000 Mitglieder.
2024
Ende September des Jahres erreicht die Genossenschaft 40.000 Mitglieder und ist damit neben der Prokon Regenerative Energien eG die mitgliederstärkste Bürgerenergiegenossenschaft Deutschlands.

## „Greenpeace-Kriterien für sauberen Strom“
Greenpeace Energy arbeitet auf der Grundlage der „Greenpeace-Kriterien für sauberen Strom“. Die Festlegung dieser Kriterien erfolgte durch den Greenpeace e. V., eine Anpassung an die Marktgegebenheiten fand zuletzt im Januar 2008 statt.

### Strommix-Kriterien
- Verzicht auf Strom aus Kernkraft und Kohle
- Die Kohlendioxid-Emissionen dürfen maximal 135 g/kWh betragen
- Mindestens 50 % erneuerbare Energien (Windkraft, Biomasse, Wasserkraft, Photovoltaik und Geothermie)
- Maximal 50 % aus Kraft-Wärme-Kopplungsanlagen (Erdgas mit Gesamtnutzungsgrad von mindestens 80 %)

### Verbrauchsangepasste Versorgung
Der Strom wird zu jeder Zeit entsprechend dem Verbrauch eingespeist. Dadurch kann sichergestellt werden, dass die Versorgung für die Greenpeace-Energy-Kunden zu jeder Zeit ohne Strom aus Kern- oder Kohlekraftwerken auskommt (ohne Berücksichtigung der Netzverluste). Für die zeitgleiche Einspeisung muss immer eine Reservestrommenge vorgehalten werden, um auch den Ausfall einzelner Anlagen kompensieren zu können.
(Näheres dazu im Abschnitt #Zeitgleiche Einspeisung)

### Bau von Neuanlagen
Jedes Jahr wird die abgenommene Strommenge der seit dem Vorjahr angeschlossenen Kunden ermittelt. Diese Menge muss spätestens im fünften Folgejahr aus Neuanlagen ins deutsche Stromnetz gespeist werden, die nicht älter als fünf Jahre sind oder deren Bau der Stromversorger initiiert hat. Dadurch wird der gelieferte Strom nicht nur durch Auskopplung aus dem Strommix gewonnen wie bei vielen anderen Anbietern, sondern es wird auch der Zubau von neuen umweltfreundlichen Anlagen gefördert.

### Förderung der Photovoltaik
Bis zur letzten Anpassung der „Greenpeace-Kriterien für sauberen Strom“ zum 1. Januar 2008 sahen diese vor, dass Greenpeace Energy spätestens nach fünf Jahren mindestens 1 % der verkauften Strommenge aus Photovoltaikanlagen beziehen oder aus neu gebauten Photovoltaikanlagen ins Netz einspeisen musste, wobei auch hier die geförderten Tarife laut Erneuerbare-Energien-Gesetz in Anspruch genommen werden durften. Aufgrund der Entwicklung der Photovoltaikindustrie wurde vor dem Hintergrund des sehr erfolgreichen Erneuerbare-Energien-Gesetzes (EEG) beschlossen, dass eine zusätzliche Förderung der Photovoltaik durch einen Aufkauf von Solarstrom nicht mehr notwendig ist. Somit wurde das entsprechende Kriterium gestrichen.

### Zukunftsfähigkeit
Das Gesamtkonzept des Energieversorgers muss so ausgelegt sein, dass auch große Nachfragemengen langfristig bedient werden können.

### Transparenz und Verbraucherschutz
Wichtige Punkte der Kriterien werden durch unabhängige Gutachter überwacht. Dazu gehören:
- Überprüfung der Stromherkunft und der Einhaltung der Kriterien zum Strommix
- Zeitgleiche Stromeinspeisung
- Einhaltung der maximalen Emissionswerte
- Einhaltung der Neubauverpflichtung

## Beteiligungen

### Direkte Beteiligungen
- Planet energy GmbH (100 %)
- Planet energy Verwaltungsgesellschaft I mbH (100 %)

### Mittelbare Beteiligungen
| Gesellschaft                                                                           | Gesellschafter | Höhe der Beteiligung               |
| -------------------------------------------------------------------------------------- | --- | ---------------------------------- |
| Planet energy Windpark Soltau GmbH & Co. KG                                            | Kommanditist: Planet energy GmbH Komplementärin: Planet energy Verwaltungsgesellschaft I mbH                      | 100 %                              |
| Planet energy Beteiligungsgesellschaft mbH & Co. KG                                    | Kommanditist: Planet energy GmbH Komplementärin: Planet energy Verwaltungsgesellschaft I mbH                      | 100 %                              |
| Planet energy Dachfonds I GmbH & Co. KG (vormals Planet energy Solar II GmbH & Co. KG) | Kommanditist: Planet energy GmbH Komplementärin: Planet energy Verwaltungsgesellschaft I mbH                      | 100 %                              |
| Weserkraftwerk Bremen GmbH                                                             | Planet energy GmbH                                                                                                | 0 % (aus dem Projekt ausgestiegen) |
| Planet energy Kraftwerk I GmbH & Co. KG                                                | Kommanditist: Planet energy GmbH Komplementärin: Planet energy Verwaltungsgesellschaft I mbH                      | 100 %                              |
| Planet energy Solar I GmbH & Co. KG                                                    | Kommanditist: Planet energy Dachfonds I GmbH & Co. KG Komplementärin: Planet energy Verwaltungsgesellschaft I mbH | 100 %                              |
| Planet energy Windpark Ketzin GmbH & Co. KG                                            | Kommanditist: Planet energy Dachfonds I GmbH & Co. KG Komplementärin: Planet energy Verwaltungsgesellschaft I mbH | 100 %                              |
| Planet energy Windpark Langenbrügge GmbH & Co. KG                                      | Kommanditist: Planet energy GmbH Komplementärin: Planet energy Verwaltungsgesellschaft I mbH                      | 100 %                              |
| Planet energy Windpark Tomerdingen GmbH & Co. KG                                       | Kommanditist: Planet energy GmbH                                                                                  | 100 %                              |
| oekostrom Produktions GmbH & Co KG, Wien                                               | Kommanditist: Planet energy Beteiligungsgesellschaft mbH & Co. KG                                                 | 34 %                               |

## Stromerzeugung
Gemeinsam mit dem hundertprozentigen Tochterunternehmen Planet Energy erzeugt Greenpeace Energy eigenen Strom. Da sich Greenpeace Energy verpflichtet hat, die pro Jahr an eigene Kunden abgesetzte Strommenge spätestens nach fünf Jahren aus in dieser Zeit neu gebauten Anlagen in das Stromnetz einzuspeisen, ist der Anlagenbau und -betrieb eine wichtige Säule in deren Geschäftstätigkeit.
Eigene Kraftwerke liefern an Netzbetreiber, Lieferantenkraftwerke an Greenpeace-Energy-Kunden
Die Anlagen von Planet Energy speisen den erzeugten Strom zurzeit (2013) nach dem Erneuerbare-Energien-Gesetz (EEG) ein. Dabei ist der Netzbetreiber dazu verpflichtet, den Strom zu der Höhe der für 20 Jahre staatlich garantierten Einspeisevergütung abzunehmen. Würde man an die Greenpeace-Energy-Kunden liefern, müsste man auf diesen staatlichen indirekten Fördermechanismus verzichten, der die Last der Energiewende auf die Schultern aller EEG-Umlage Zahlenden verteilt und könnte den Ausbau nicht so effizient vorantreiben. Daher liegen die Lieferantenkraftwerke, aus denen der Strom bezogen wird, außerhalb der Fördermöglichkeiten nach dem Erneuerbare-Energien-Gesetz (z. B. Österreich, Anlagenalter über 20 Jahre), während die selbst betriebenen Kraftwerke häufig die EEG-Förderung nutzen.
Die im Kriterienkatalog zumindest missverständliche Formulierung „Die Förderung von Neuanlagen wird dadurch erreicht, dass der Stromversorger den innerhalb eines Jahres neu hinzu gekommenen Kundenstamm spätestens nach dem fünften Kalenderjahr aus Neuanlagen versorgen muss.“ in Kapitel 3 wird durch Kap 3.2 (Definition von Neuanlagen) richtiggestellt: „Neuanlagen sind Anlagen, die vom Anbieter selbst initiiert wurden. Diese Anlagen versorgen die Kunden direkt als Teil der Vollversorgung gemäß 2.1 oder speisen im Rahmen des EEG ins öffentliche Stromnetz ein.“

### Eigene Anlagen
| Anlage              | Ort                     | Leistung        | Fertigstellung |
| ------------------- | ----------------------- | --------------- | -------------- |
| Photovoltaikanlage  | Schwäbisch Hall         | 0,1 MW          | 2001           |
| Photovoltaikanlage  | Dasing                  | 1,5 MW          | 2006           |
| Windpark            | Parndorf II, Österreich | 4 MW            | 2004           |
| Windpark            | Soltau                  | 3,9 MW          | 2006           |
| Photovoltaikanlage  | Stuttgart, Neue Messe   | 3,8 MW          | 2008           |
| Windpark            | Ketzin                  | 8 MW            | 2009           |
| Windpark            | Roydorf                 | 2,4 MW          | 2009           |
| Windpark            | Langenbrügge            | 4 MW            | 2010           |
| Windpark            | Suderburg               | 6 MW            | 2010           |
| Windpark            | Wundersleben            | 6 MW            | 2011           |
| Laufwasserkraftwerk | Bremen                  | 10 MW           | 2011           |
| Windpark            | Buchhain I+II           | 14 MW           | 2012           |
| Windpark            | Rinteln                 | 4,8 MW          | 2015           |
| Windpark            | Sailershäuser Wald      | 24 MW           | 2015           |
| Windpark            | Schwanewede             | 7 MW            | 2015           |
| Windpark            | Tomerdingen             | 7,2 MW          | 2013           |
| Windpark            | Uetersen Bestand        | 4,4 MW          | 2001           |
| Windpark            | Uetersen Repowering     | 12 MW           | 2015           |
| Windpark            | Wilsickow               | 22 MW           | 2016*          |
| Gesamt: 19          |                         | Summe: 145,1 MW |                |

### Stromerzeugung durch Dritte
Da die Genossenschaft keinen ausreichend großen Anlagenpark besitzt, wird Strom zu einem großen Teil zugekauft, um die eigenen Kunden jederzeit versorgen zu können. Eine Liste dieser Kraftwerke ist auf der Website von Greenpeace Energy veröffentlicht. Der größte Teil wird aus Laufwasserkraftwerken in Österreich zugekauft. 2007 ist eine größere Menge von Windkraftanlagen aus Dänemark hinzugekommen und die gesamten Gas-Kraftwerke, welche 2006 noch 24 % am Strommix von Greenpeace Energy ausmachten, werden für die Belieferung der eigenen Kunden nicht mehr verwendet. Zum zehnten Jubiläum der Genossenschaft im Oktober 2009 wurde der Strom für die eigenen Kunden zu 100 % von 17 österreichischen, zum Teil sehr alten Laufwasserwerken eingekauft. Der Versuch, Strom des Windparks Parsing II einzukaufen, musste kurz zuvor aus Wirtschaftlichkeitsgründen eingestellt werden.
Die Genossenschaft nimmt nicht von allen Lieferantenkraftwerken den gesamten erzeugten Strom ab. Da es sich bei den Lieferantenkraftwerken zum überwiegenden Teil um Kraftwerke handelt, die Grundlast abdecken (Laufwasserkraftwerke) oder nicht steuerbar sind (Windkraftanlagen), kann die schwankende Nachfrage und Erzeugung nur durch ebenso schwankenden Zukauf aus den Grundlast-Kraftwerken ausgeglichen werden. Langfristig ist jedoch geplant, den Kraftwerkspark so auszubauen, dass die zeitgleiche Versorgung der Kunden gewährleistet werden kann, ohne den Ausgleich der Schwankungen Dritten überlassen zu müssen. Damit soll das Kriterium der Zukunftsfähigkeit nachhaltig erfüllt werden und es soll demonstriert werden, dass Stromversorgung ausschließlich auf Basis von erneuerbarer Energie möglich ist.
Greenpeace Energy legt Wert darauf, keinen Strom an der Strombörse zu kaufen und keine RECS-Zertifikate zu verwenden.

## Strommix
Der aktuelle Strommix (der teilweise auf Durchschnittsdaten beruht) kann alle 15 Minuten aktuell auf der Homepage abgelesen werden. Im Jahresdurchschnitt ergaben sich folgende Werte:
| Energiequelle                     | bundesdeutscher Durchschnitt 2008 | Greenpeace Energy 2008 | Greenpeace Energy 2009 | Greenpeace Energy 2010 | Greenpeace Energy 2011 |
| --------------------------------- | --------------------------------- | ---------------------- | ---------------------- | ---------------------- | ---------------------- |
| Erneuerbare Energien              | 15,8 %                            | 100 %                  | 100 %                  | 100 %                  | 100 %                  |
| Windenergie                       | 1,0 %                             | 73,7 %                 | 78,0 %                 | 98,4 %                 | 98,3 %                 |
| Wasserkraft                       | 0,0 %                             | 5,9 %                  | 5,0 %                  | 1,6 %                  | 1,7 %                  |
| Solarstrom                        | 0,0 %                             | 0,0 %                  | 0,0 %                  | 0,0 %                  | 0,0 %                  |
| Biomasse                          | 0,0 %                             | 1,0 %                  | 0,0 %                  | 0,0 %                  | 0,0 %                  |
| EEG-Strom                         | 14,8 %                            | 19,4 %                 | 17,0 %                 | 0,0 %                  | 0,0 %                  |
| Kernenergie                       | 25,4 %                            | 0,0 %                  | 0,0 %                  | 0,0 %                  | 0,0 %                  |
| Fossile Energieträger + Sonstiges | 58,8 %                            | 0,0 %                  | 0,0 %                  | 0,0 %                  | 0,0 %                  |
| Radioaktiver Abfall (µg/kWh)      | 700                               | 0                      | 0                      | 0                      | 0                      |
| CO2-Emissionen (g/kWh)            | 506                               | 0                      | 0                      | 0                      | 0                      |

Der EEG-Anteil im Strommix entfiel ab 2010 aufgrund geänderter gesetzlicher Bestimmungen. 2013 wurde nur Strom aus regenerativen Quellen bezogen.

### Zeitgleiche Einspeisung
Zwar gibt es auch andere Stromversorger, die 100 % Ökostrom anbieten, doch Greenpeace Energy ist einer der wenigen, die zu jedem Zeitpunkt jene Energiemenge einkaufen, die von ihren Kunden verbraucht wird. Für kleine Verbraucher wird hierzu ein gemitteltes Lastprofil angenommen, das die Gesamtleistungsaufnahme der kleinen Verbraucher zu jedem Zeitpunkt sehr genau wiedergibt (siehe Energie-Daten-Management). Die zeitgleiche Einspeisung bewirkt gegenüber der mengengleichen, bei der nur im Durchschnitt über das ganze Jahr die verbrauchte Energiemenge eingespeist wird, folgendes:
- Es wird kein Strom von konventionellen Kraftwerken, die als besonders umweltschädlich gelten (Kohlekraftwerke, Kernkraftwerke), verbraucht (ausgenommen die Übertragungsverluste, welche von den Netzbetreibern ersetzt werden; ca. 5–10 %).
- Der Kunde bezahlt mit seiner Stromrechnung (nahezu) ausschließlich umweltfreundliche Kraftwerke.

Übergangsweise wird der Strom nur formell zeitangepasst eingekauft, der nicht-eingekaufte Strom wird in das allgemeine Stromnetz eingespeist und muss von den zuständigen Netzbetreibern durch Regelmaßnahmen stabilisiert werden. Dies kann zumindest auf Ebene der Geldströme der Greenpeace Energy Kunden ökologisch vorteilhaft sein. Jedoch ist das längerfristige Ziel eine verbrauchsangepasste Versorgung des Gesamtmarkts mit regenerativer Energie zu ermöglichen. Dazu investiert Greenpeace Energy in technische Entwicklungen zum physikalischen Ausgleich von Bedarfsschwankungen.
- Beteiligung an Pilotprojekten zu virtuellen Kraftwerken, welche die Machbarkeit einer stabilen Versorgung mit regenerativen Energien und KWK-Anlagen demonstriert.[17][18]
- Entwickeln von Windgas-Speichertechnologie: Überschüssiger Strom aus Windkraftanlagen wird zur elektrolytischen Erzeugung gut speicherbaren Wasserstoffs verwendet.[19]

### Prinzipielle Zulässigkeit von Erdgas
Um den Ausstieg aus der Kernkraft- und der kohlebasierten Elektroenergieerzeugung zu beschleunigen, setzte Greenpeace Energy anfangs noch in beschränktem Maße auf erdgasbetriebene KWK-Anlagen (Kraft-Wärme-Kopplung). Voraussetzung war jedoch, dass die Anlage einen energetischen Gesamtwirkungsgrad von mindestens 70 % erreichte. Im Jahr 2007 wurde der KWK-Anteil im Strommix durch Windenergie ersetzt. Damit liegt der Anteil erneuerbarer Energien im Strommix von Greenpeace Energy seit 2007 bei 100 %.

## Windgaskonzept
Mit proWindgas bietet Green Planet Energy für Gaskunden einen Tarif mit einem Anteil Windgas an. Der angebotene Erdgas-/Windgasmix besteht (Stand 2021) zu 0,68 % aus Windgas (Grüner Wasserstoff) sowie zu 10,59 % aus Biogas und zu 88,73 % aus fossilem Erdgas. Die Quote erneuerbareren Gases stieg von 0,86 % im Jahr 2018 auf 11,27 % im Jahr 2021 und soll weiter gesteigert werden.

## Preisgestaltung
Greenpeace Energy bietet bundesweit – wenn die Versorgung überhaupt aufgenommen werden kann, was fast überall der Fall ist – denselben Preis an.

## Tests
Von der Stiftung Warentest wurde Greenpeace Energy als einer von vier unabhängigen Ökostromanbietern in Deutschland bezeichnet, das Ergebnis der Untersuchung wurde im Februar 2012 veröffentlicht.

## Sonstige Aktivitäten

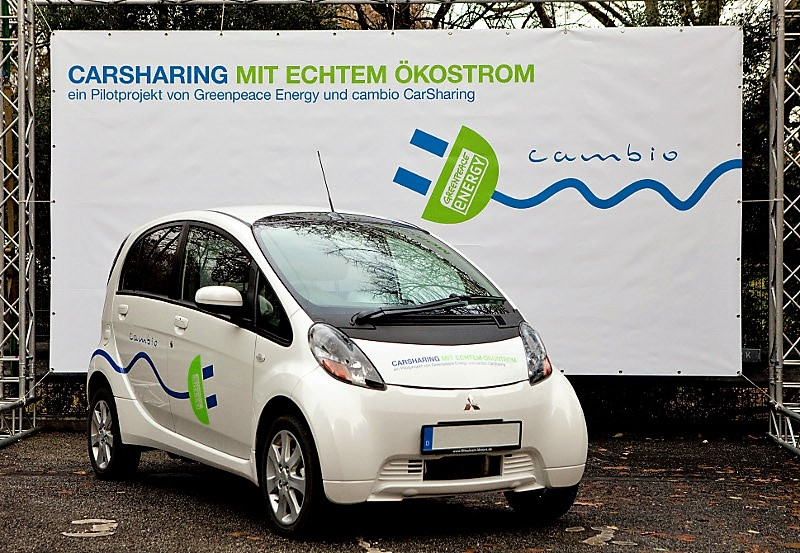
Pilotprojekt Cambio (Carsharing) Elektrofahrzeug

Durch Greenpeace Energy entstand die Initiative „Atomstromfreies Internet“. Hier werden Hoster vorgestellt, die ihre Server mit umweltfreundlich erzeugtem Strom betreiben.
Um Kindern die Herkunft des Stroms zu erklären, wurde die Website kabelsalat.tv eingerichtet.
Mit dem Carsharing-Anbieter Cambio CarSharing wurde eine Kooperation vereinbart, wonach beide Anbieter Kunde des jeweils anderen wurden und die Kunden eines Anbieters bei dem jeweils anderen Vergünstigungen erhalten.
Die Kunden des Ökostromtarifs nova naturstroum des luxemburgischen Stromversorgers Enovos werden von Greenpeace Energy beliefert, so dass auch in Luxemburg ein Strombezug über Greenpeace Energy möglich ist.
Die Genossenschaft gibt das Magazin „energy.“ heraus, welches unter anderem aktuelle Zahlen zum Unternehmen enthält und über (neue) bekannte Kunden und deren sonstigen Naturschutz-Bemühungen informiert; eine Referenzliste mit Geschäftskunden findet sich auf der Website.

## Kritik
Die geschäftlichen Interessen von Greenpeace Energy und seiner Anteilseigner, insbesondere der Bau großer Windräder, stießen schon auf Widerstand von Anwohnern und Naturschutzorganisationen. Im Landkreis Schaumburg im Weserbergland versucht der Nabu Schaumburg seit Jahren auch mit juristischen Mitteln, die Installation von zwei knapp 150 Meter hohen Rotoren im Naturpark Schaumburg-Hameln zu verhindern. Hier bedrohten die Planungen von Greenpeace Energy den Fortbestand zweier Brutpaare von Fischadler und Seeadler. Das Natur- und Vogelschutzgebiet Auenlandschaft Hohenrode könnte angeblich ebenfalls massiv beeinträchtigt werden.
Das Online-Magazin „Flugbegleiter“, das sich Vogelthemen widmet, kritisierte im September 2018, dass sich Greenpeace Energy zwar aus diesem Windenergie-Projekt zurückgezogen hat, aber das Baurecht einer anderen Firma überließ.